# Psephellus eugenii
Psephellus eugenii là một loài thực vật có hoa trong họ Cúc. Loài này được (Sosn.) Wagenitz mô tả khoa học đầu tiên năm 2000.